# Royal Jordanian
Royal Jordanian Airlines anteriormente, Alia Airlines, es la aerolínea bandera de Jordania con sede en la capital del país, Amán. Opera vuelos internacionales programados sobre cuatro continentes. Su base principal es el Aeropuerto Internacional Reina Alia (AMM) de Amán. Royal Jordanian es miembro de la Organización de transportistas aéreos árabes y se unió a la alianza Oneworld en 2007.

## Historia
La aerolínea fue creada el 9 de diciembre de 1963 por decreto del Rey Hussein e inició sus operaciones el 15 de diciembre de 1963. La aerolínea recibió inicialmente el nombre de Alia en honor a la tercera esposa del rey. Fue fundada con capital privado y luego fue adquirida por el gobierno jordano para proveer fondos sustanciales para su expansión. Alia Jordanian Airlines arrancó con unos pocos aviones y tres rutas internacionales, hacia Ciudad de Kuwait, Beirut y El Cairo. La aerolínea disponía inicialmente de dos Dart Heralds de Handley Page y un Douglas DC-7. En 1964 se incorporó otro DC-7 inaugurándose una ruta hacia Jeddah. En 1965, Alia inició sus vuelos hacia Europa, con la ruta hacia Roma. El crecimiento de la aerolínea se vio amenazado por la guerra contra Israel de 1967 cuando Israel destruyó los dos DC-7. Esos aviones fueron reemplazados por aviones Fokker F27. En 1968 se incorporaron las rutas hacia Nicosia, Bengasi, Dhahran y Doha. En 1969 se incluyeron nuevas rutas hacia Europa y Asia, incluyendo Múnich, Teherán y Estambul.
En la década de 1970 Alia incorporó aviones jet a su flota que incluyeron Boeing 707, Boeing 720, Boeing 727, y Boeing 747. Se incrementaron las rutas hacia Europa, Asia y África. En 1975 Alia hizo historia al incorporar la primera mujer árabe entre el personal de cabina de vuelo. En 1979, Alia fue miembro fundador del Consorcio Técnico de las aerolíneas árabes (AATC).
Durante la década de 1980 se introdujo la automatización del proceso de venta de billetes y se extendieron notablemente las rutas servidas. El nombre de la aerolínea fue cambiado por Royal Jordanian. En esta década, la aerolínea tuvo su primera mujer piloto.
En la década de 1990 se introdujeron sistemas de reservas y de mantenimiento. Royal Jordanian fue la primera aerolínea a establecer una ruta hacia el aeropuerto de Gaza recién construido. La aerolínea estableció una alianza con TWA y creó una subsidiaria, la Royal Wings, para vuelos internos en Jordania. Desde octubre de 1998 la aerolínea inició su proceso de privatización. 
La aerolínea subsidiaria Royal Wings inició los primeros vuelos nacionales hacia Aqaba utilizando un avión Fokker F-27 el 10 de febrero de 1996. Royal Wings actualmente opera aviones Bombardier Dash 8 Q300 en vuelos programados y chárters con destino a Egipto, Chipre, Israel y los Territorios Palestinos. Royal Jordanian firmó en octubre de 2005 un acuerdo para adquirir dos Q400 pertenecientes a SAS Commuter; estos son variantes más grandes y rápidos de los aviones de la serie Dash 8.
El 17 de octubre de 2005, la aerolínea aceptó la invitación para unirse a la alianza Oneworld, convirtiéndose en la primera aerolínea de oriente medio en unirse a esa asociación.

## Flota

### Flota actual
La flota de Royal Jordanian está compuesta de los siguientes aviones:
| Aeronaves               | En servicio | Pedidos                               | Pasajeros                                           | Pasajeros                                           | Pasajeros                                           | Matrículas                                          | Antigüedad                                          |
| Aeronaves               | En servicio | Pedidos                               | C                                                   | Y                                                   | Total                                               | Matrículas                                          | Antigüedad                                          |
| ----------------------- | ----------- | ------------------------------------- | --------------------------------------------------- | --------------------------------------------------- | --------------------------------------------------- | --------------------------------------------------- | --------------------------------------------------- |
| Airbus A320-200         | 6           | —                                     | 12                                                  | 138                                                 | 150                                                 |                                                     |                                                     |
| Airbus A320-200         | 6           | —                                     | 12                                                  | 138                                                 | 150                                                 | JY-AYR «Petra»                                      | 13 años                                             |
| Airbus A320-200         | 6           | —                                     | 12                                                  | 138                                                 | 150                                                 | JY-AYS «Aqaba»                                      | 12,9 años                                           |
| Airbus A320-200         | 6           | —                                     | 12                                                  | 138                                                 | 150                                                 | JY-AYU «Salt»                                       | 12,3 años                                           |
| Airbus A320-200         | 6           | —                                     | 12                                                  | 138                                                 | 150                                                 | JY-AYW «Irbid»                                      | 11,8 años                                           |
| Airbus A320-200         | 6           | —                                     | 16                                                  | 120                                                 | 136                                                 | JY-AZC «Tafilah»                                    | 9,6 años                                            |
| Airbus A320-200         | 6           | —                                     | 16                                                  | 120                                                 | 136                                                 | JY-AZD «Zarqa»                                      | 9,5 años                                            |
| Airbus A320neo          | 4           | 8                                     | TBA                                                 | TBA                                                 | TBA                                                 |                                                     |                                                     |
| Airbus A321-200         | 3           | —                                     | Carga                                               | Carga                                               | Carga                                               | JY-RAZ «Shouneh»                                    | 15,2 años                                           |
| Airbus A321-200         | 3           | —                                     | 20                                                  | 148                                                 | 168                                                 | JY-AYT «Karak»                                      | 12,4 años                                           |
| Airbus A321-200         | 3           | —                                     | 20                                                  | 148                                                 | 168                                                 | JY-AYV «Madaba»                                     | 12,2 años                                           |
| Boeing 787-8 Dreamliner | 7           |                                       | 24                                                  | 246                                                 | 270                                                 | JY-BAA «Prince Hussein bin Abdullah»                | 10 años                                             |
| Boeing 787-8 Dreamliner | 7           | JY-BAB «Princess Iman Bint Abdullah»  | 24                                                  | 246                                                 | 270                                                 | 9,9 años                                            |                                                     |
| Boeing 787-8 Dreamliner | 7           | JY-BAC «Princess Salma Bint Abdullah» | 24                                                  | 246                                                 | 270                                                 | 9,9 años                                            |                                                     |
| Boeing 787-8 Dreamliner | 7           | JY-BAF «Amman»                        | 24                                                  | 246                                                 | 270                                                 | 9,8 años                                            |                                                     |
| Boeing 787-8 Dreamliner | 7           | JY-BAE «Prince Hashem bin Abdullah»   | 24                                                  | 246                                                 | 270                                                 | 9,8 años                                            |                                                     |
| Boeing 787-8 Dreamliner | 7           | JY-BAG «Prince Ali bin Al-Hussein»    | 24                                                  | 246                                                 | 270                                                 | 7,8 años                                            |                                                     |
| Boeing 787-8 Dreamliner | 7           | JY-BAH «Prince Faisal bin Al-Hussein» | 24                                                  | 246                                                 | 270                                                 | 7,6 años                                            |                                                     |
| Boeing 787-9            | —           | 2                                     | TBA                                                 | TBA                                                 | TBA                                                 |                                                     |                                                     |
| Embraer E190-E2         | 4           |                                       | 12                                                  | 82                                                  | 94                                                  | JY-REC «Russeifa»                                   | 0,3 años                                            |
| Embraer E190-E2         | 4           | JY-RED                                | 12                                                  | 82                                                  | 94                                                  | 0,2 años                                            |                                                     |
| Embraer E195-E2         | 2           | 1                                     | 12                                                  | 110                                                 | 122                                                 | JY-REA «Ramtha»                                     | 0,7 años                                            |
| Embraer E195-E2         | 2           | 1                                     | 12                                                  | 110                                                 | 122                                                 | JY-REB «Ma'an»                                      | 0,6 años                                            |
| Embraer ERJ-175         | 2           | —                                     | 12                                                  | 60                                                  | 72                                                  | JY-EMC «Zay»                                        | 16,3 años                                           |
| Embraer ERJ-175         | 2           | —                                     | 12                                                  | 60                                                  | 72                                                  | JY-EMD «Dana»                                       | 16,2 años                                           |
| Embraer ERJ-195         | 1           | —                                     | 12                                                  | 88                                                  | 100                                                 | JY-EMA «Umm Qais»                                   | 16,9 años                                           |
| Total                   | 29          | 12                                    | Edad media de la flota (agosto de 2024): 10,9 años. | Edad media de la flota (agosto de 2024): 10,9 años. | Edad media de la flota (agosto de 2024): 10,9 años. | Edad media de la flota (agosto de 2024): 10,9 años. | Edad media de la flota (agosto de 2024): 10,9 años. |

### Flota histórica
| Aeronaves                      | Total | Introducido | Retirado | Matrículas |
| ------------------------------ | ----- | ----------- | -------- | --- |
| Airbus A310                    | 14    | 1987        | 2023     | F-OHPQ, JY-AGU, JY-AGV, F-ODVD, F-ODVE, JY-AGK, JY-AGL, JY-AGM, JY-AGN, JY-AGP, JY-AGQ, JY-AGR, JY-AGS y JY-AGT |
| Airbus A319-100                | 3     | 2009        | 2024     | JY-AYY, JY-AYN, JY-AYP                                                                                          |
| Airbus A330-200                | 6     | 2010        | 2025     | JY-AZA, JY-AZB, JY-AYQ, JY-AIE, JY-AIF y JY-AIG                                                                 |
| Airbus A340-200                | 5     | 2002        | 2014     | JY-ABH, JY-AIA, JY-AIB, JY-AIC y JY-AID                                                                         |
| Boeing 707                     | 14    | 1971        | 2003     | JY-AED, JY-AEE, JY-AEB, JY-AEC, JY-AJL, N14AZ, JY-AJM, JY-AFR, JY-AES, JY-AFQ, JY-ADO, JY-ADP, JY-AJN y JY-AJO  |
| Boeing 720                     | 2     | 1972        | 1983     | JY-ADT y JY-ADS                                                                                                 |
| Boeing 727-200                 | 7     | 1974        | 1988     | JY-ADR, JY-ADU, JY-ADV, JY-AFT, JY-AFU, JY-AFV y JY-AFW                                                         |
| Boeing 737-200                 | 1     | 2007        | 2011     | JY-TWC |
| Boeing 747-200                 | 2     | 1977        | 1989     | JY-AFB, JY-AFA y JY-AFS                                                                                         |
| Bombardier Challenger 600      | 1     | 2000        | 2009     | JY-TWO (operados para la familia real y el gobierno jordano)                                                    |
| Britten-Norman Islander        | 1     | 1980        | ??       | JY-DCA |
| De Havilland Canada Dash 8-400 | 2     | 2005        | 2008     | JY-ASM y JY-ASN                                                                                                 |
| Douglas DC-3                   | 1     | 1967        | 1969     | JY-ADE |
| Douglas DC-6                   | 1     | 1968        | 1970     | JY-ADI |
| Douglas DC-7                   | 2     | 1959        | 1967     | JY-ACP y JY-ACO                                                                                                 |
| Douglas DC-8                   | 1     | 1995        | 1996     | N925BV |
| Fokker F27 Friendship          | 2     | 1967        | 1968     | JY-ADF y JY-ADD                                                                                                 |
| Fokker F28 Fellowship          | 2     | 2004        | 2010     | ZS-DRF y ZS-XGX                                                                                                 |
| Gulfstream G650                | 2     | 2013        | 2021     | VQ-BNZ y VQ-BMZ (operados para la familia real y el gobierno jordano)                                           |
| Grumman Gulfstream II          | 2     | 1986        | 1998     | JY-HZH y JY-HAH (operados para la familia real y el gobierno jordano)                                           |
| Handley Page Dart Herald       | 2     | 1964        | 1965     | JY-ACQ y G-ASPJ                                                                                                 |
| Lockheed L-1011 TriStar        | 9     | 1981        | 1999     | JY-AGI, JY-AGJ, JY-AGH, JY-AGF, JY-AGD, JY-AGC, JY-AGA, JY-AGB y JY-AGE                                         |
| Sud Aviation Caravelle         | 3     | 1965        | 1975     | JY-ACS, JY-ACT y JY-ADG                                                                                         |
| Vickers Viscount               | 5     | 1961        | 1968     | JY-ACI, JY-ACK, JY-ADB, JY-ADA y JY-ADC                                                                         |